# Arius gigas
Arius gigas és una espècie de peix de la família dels àrids i de l'ordre dels siluriformes.

## Morfologia
Els mascles poden assolir els 165 cm de llargària total i els 50 kg de pes.

## Distribució geogràfica
Es troba a Àfrica: rius Níger i Volta.